# Чарльз Дадлі Ворнер
Чарльз Дадлі Ворнер (англ. Charles Dudley Warner; 12 вересня 1829 — 20 жовтня 1900) був американським есеїстом, романістом і другом Марка Твена, з яким він був співавтором роману The Gilded Age: A Tale of Today.

## Біографія
Ворнер був пуританського походження та народився в Плейнфілді, штат Массачусетс. У віці від шести до чотирнадцяти років він жив у Шарлемонті, штат Массачусетс - місце і час, які були зображені ним у книзі «Бути хлопчиком» (1877). Згодом він переїхав до Казеновії, Нью-Йорк, а в 1851 році закінчив Гамільтонський коледж у Кліфтоні, Нью-Йорк. 
Деякий час він працював з геодезичною партією в Міссурі, а потім вивчав право в університеті Пенсільванії.  З 1856 по 1860 рік долучився до роботи з права в Чикаго, став практикуючим адвокатом. Але ця справа не  давала відчуття задоволення, тому, покинувши її він  поїхав до  штату Коннектикут, де став помічником редактора газети The Hartford Press. Вже до 1861 року отримав посаду редактора, яку обіймав до 1867 року, року об'єднання з газетою «Гартфордські новини», де став співредактором з Джозефом Р. Гоулі.
У 1884 р. Ворнер приєднався до редакції журналу Harper's, де керував «Редакторською скринькою» до 1892 р. Згодом взяв на себе також відповідальність за «Редакторське дослідження».
Він вперше привернув увагу рефлексивними ескізами у «Моє літо в саду» (1870). Ці етюди, опубліковані як серіал у «Гартфордських новинах»,  були популярні своїм рясним та вишуканим гумором та  особистим м"яким шармом.
У 1873 році був опублікований роман «Позолочений вік: Казка сьогодні» який він написав з Марком Твеном і назва якого відображена в  цій епосі американської історії. А громадянам міста Сан-Дієго так сподобався опис свого міста  у книзі  Ворнера «Наша Італія», що вони назвали три вулиці поспіль в околицях Пойнт-Лома на його честь: Чарльз-стріт, Дадлі-стріт та Ворнер-стріт.
Ворнер багато подорожував, читав лекції й активно цікавився реформами в'язниць, наглядом за міським парком та іншими рухами задля загального блага. Він був першим президентом Національного інституту мистецтв і листів, а на момент смерті був президентом Американської асоціації соціальних наук.
Помер Чарльз Дадлі Ворнер у Гартфорді 20 жовтня 1900 року та був похований на кладовищі Сідар-Гілл.

## Вибрані твори
- Моє літо в саду та Келвін [його кіт] , дослідження характеру (Бостон: Джеймс Р. Осгуд і компанія, 1870)
- Сонтерінгс (1872), описи подорожей по Західній Європі
- Дослідження журналів (1872)
- Baddeck, And That Sort of Thing (1874), подорожі Новою Шотландією та іншими місцями
- Моя зима на Нілі (1876)
- На Леванті (1876)
- У пустелі (1878)
- Окружна подорож Європою (1883)
- На коні в південних штатах (1888)
- Дослідження на Півдні та Заході з коментарями до Канади (1889)
- Наша Італія та ін. [Опис Південної Каліфорнії.] (1891)
- Зв'язок літератури з життям (1896)
- Люди, для яких писав Шекспір (1897)
- Мода в літературі (1902)

Він також редагував серію Американські літератори, для якої написав біографію Вашингтона Ірвінга (1881), і був редактором великої Бібліотеки найкращої світової літератури (1897). На момент своєї смерті Ворнер працював над біографією свого друга Фредеріка Едвіна Черча.
Нариси
- A-Hunting of the Deer (1875)
- Як ми говорили (1891)
- Як ми йдемо (1893)

Романи

- Позолочений вік: Історія про сьогоднішній день (у співпраці з Марком Твеном , 1873)
- Їхнє паломництво (1886)
- Маленька подорож світом (1889)
- Золотий будинок (1894)
- Ця удача (1899).